# Silly Bandz

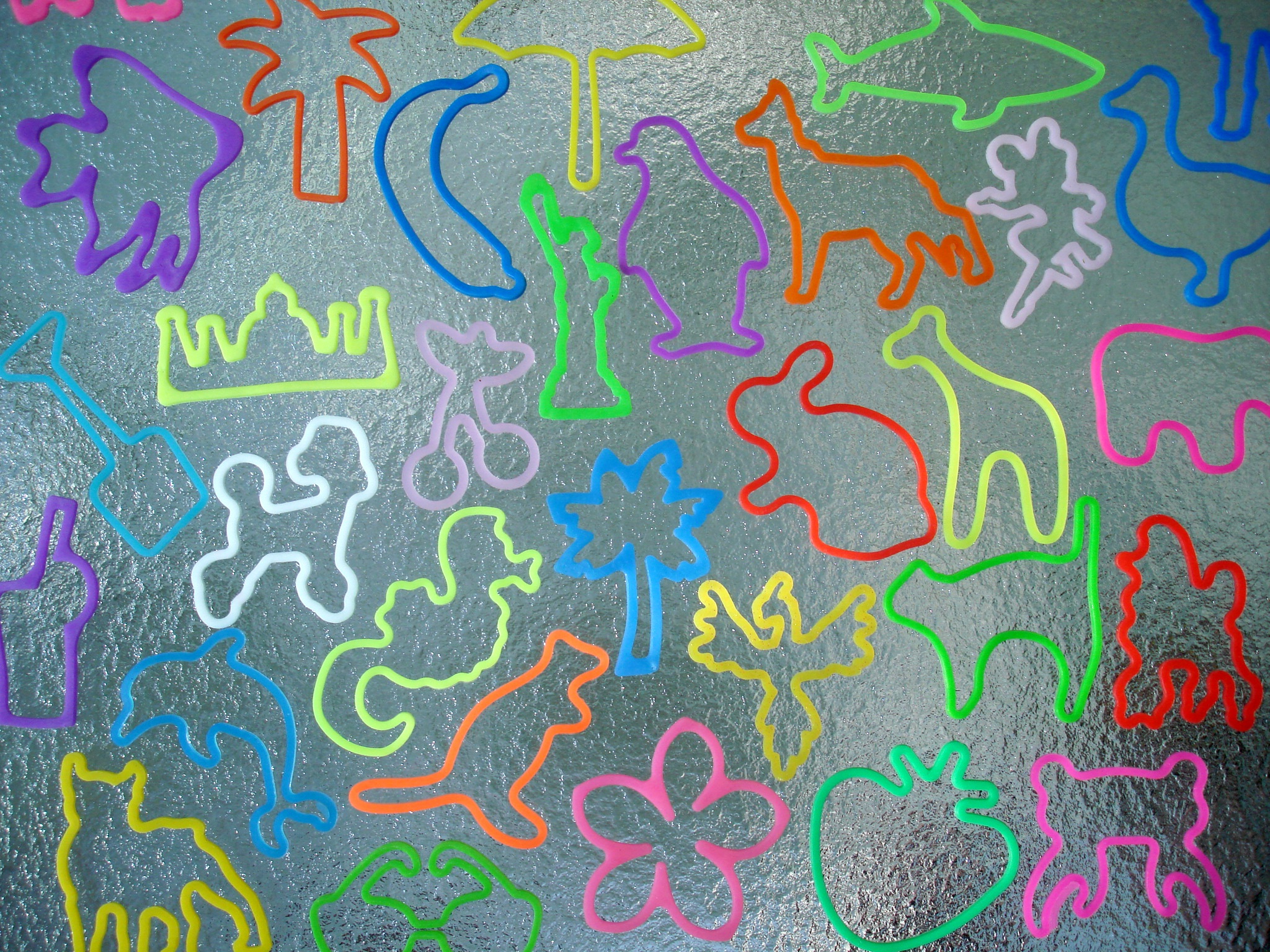
Gummibänder in der Art von Silly Bandz. Den Markt teilen sich mittlerweile zahlreiche Hersteller.

Silly Bandz ist der Name einer Marke von Silikon-Gummibändern, die in zahlreichen verschiedenen Formen (Lebewesen, Objekte, Buchstaben) hergestellt werden. Die Bänder sind als Spielzeug sowie Tausch- und Sammelobjekt für Kinder konzipiert und werden als Armbänder getragen.
Silly Bandz wurden in den Vereinigten Staaten im November 2008 von BCP Imports (Brainchild Products) auf den Markt gebracht. Unter anderen Namen (Zanybandz, Googly Bands, Funky Bandz, Trendy Bandyz, Funny Bands, Lucky Bands etc.) vertreiben verschiedene weitere Hersteller seitdem ganz ähnliche Produkte. Silly Bandz und andere Marken wie z. B. Crazy Bandz sind inzwischen auch in Deutschland  erhältlich.  

## Produktidee und Geschichte

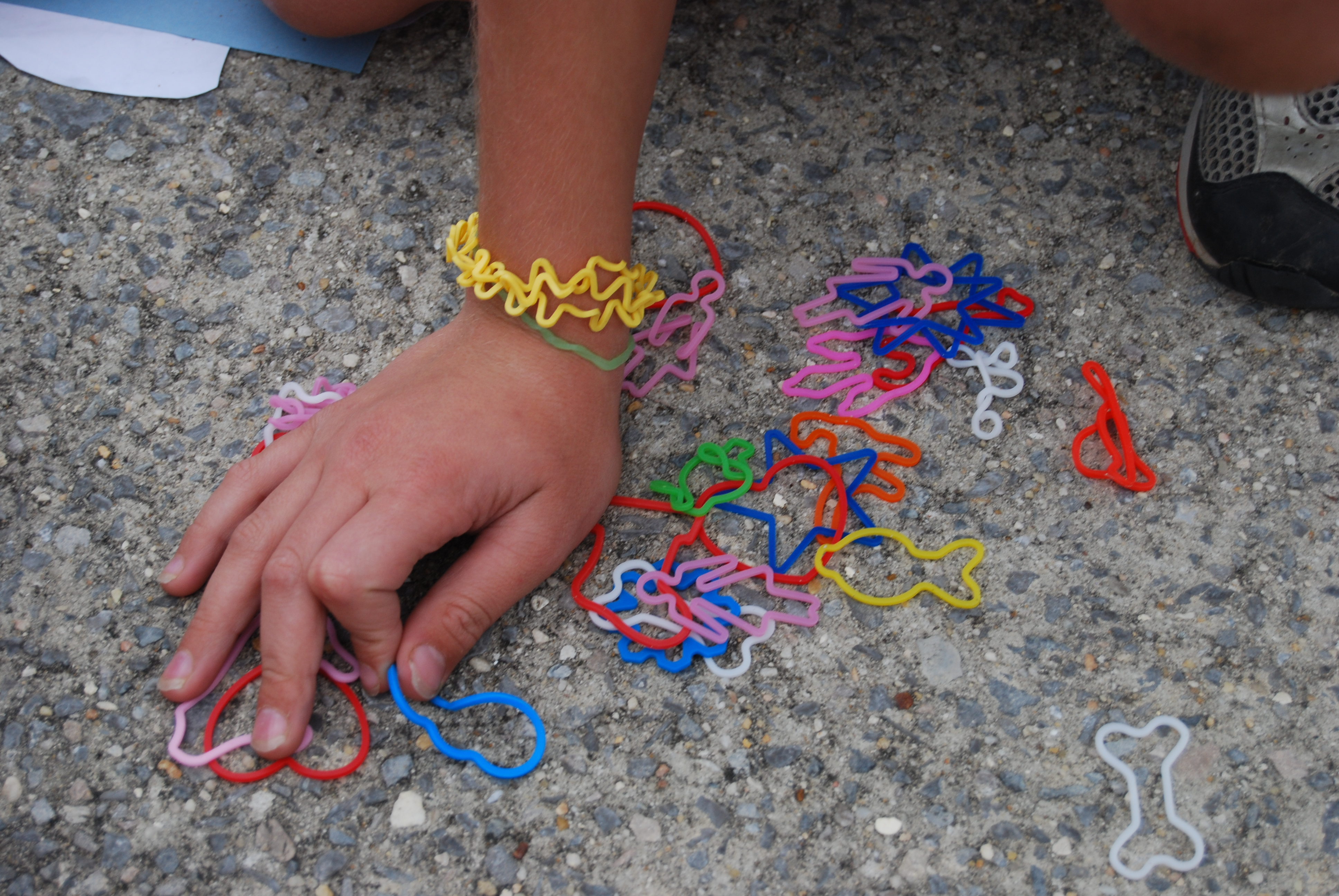
Kind mit Silly Bandz-Armbändern

Das Spielzeug wird in zahlreichen verschiedenen Motiven, Formen und Farben produziert. Es kann wie ein gewöhnliches Gummiband verwendet werden. Amerikanische Kinder tragen am Handgelenk oft viele Bänder gleichzeitig und tauschen sie mit anderen Kindern wie Sammelkarten oder andere Sammelobjekte.
Die Geschäftsidee geht auf Robert J. Croak zurück, der um 2007 auf einer Handelsmesse in China Gummibänder in Tierform sah. Der japanische Hersteller dieser Bänder war bereits mit einem Designerpreis ausgezeichnet worden und vertrieb sie in geringem Umfang seit 2002 auch in den USA. Croak hatte die Idee, die Bänder in einer großen Anzahl von Formen und Farben herzustellen und sie Kindern anzubieten, die sie sammeln und wie Pokémon-Karten tauschen würden. Im Sommer 2008 begann er, die Bänder auf seiner Webseite, bei Facebook und bei YouTube zu bewerben. Auf diese Weise konnte er sein Produkt – als „Fad“ – erfolgreich auf dem Markt platzieren. In den USA werden die Bänder in Tüten mit 24 Stück für ca. 4,95 Dollar gehandelt.
An vielen amerikanischen Schulen sind die Bänder mittlerweile verboten, weil sie die Kinder vom Unterricht ablenken.